# Wireless USB

Logo für die zertifizierten Geräte aus dem Intel-Wireless-USB-Projekt

Certified Wireless USB (kurz CWUSB) ist ein historischer Standard für die funkbasierte Erweiterung des Universal-Serial-Bus-Standards und sollte die Sicherheit und Geschwindigkeit der kabelgebundenen Übertragung mit der unkomplizierten kabellosen Übertragung kombinieren.
CWUSB ist definiert durch das USB Implementers Forum. Parallel dazu existiert eine Spezifikation zu WUSB von Cypress Semiconductors, die aber nichts mit der offiziell von der USB-Organisation unterstützten Version zu tun hat.

## Verfügbarkeit
Zwei Entwicklungen machen es den Geräten schwer, sich am Markt zu behaupten: Einerseits wurde mit USB 3.0 die Datendurchsatzrate deutlich angehoben, was die Anforderungen an den Wireless-USB-Standard verschärft. Andererseits hat die Marktentwicklung bei den Smartphones die Verbreitung des Bluetooth-Standards stark ausgebaut. Während das Bluetooth-Konsortium seinen Standard laufend weiterentwickelt (zuletzt 2016 mit Version 5), datiert die letzte Version des USBCV-Tools für den Test und die Entwicklung von Wireless USB auf den 17. Juli 2009. Vor diesem Hintergrund erscheint es derzeit fraglich, ob CWUSB noch einmal an Bedeutung gewinnen wird.
Im August 2019 wurde der entsprechende WUSB-Treiber des Linux-Kernels in den Staging-Bereich verschoben. Er soll mittelfristig komplett entfernt werden. Begründet wurde dies mit der Nicht-Verfügbarkeit entsprechender Hardware. Die Änderung wurde mit Kernel Version 5.4 wirksam.

## Eigenschaften

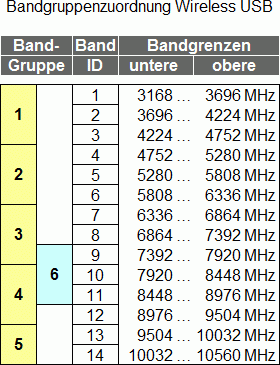

CWUSB basiert auf der UWB-(OFDM-)Technologie (siehe auch ECMA-368), die durch die WiMedia Alliance definiert wird. Möglich sind dabei Übertragungsraten von bis zu 480 Mbit/s bei einer Entfernung bis 3 Meter, dies entspricht der Datenübertragungsrate von USB 2.0. Bei 10 Meter Entfernung beträgt die maximale Übertragungsrate 110 Mbit/s.
Die Übertragung erfolgt dabei im Frequenzbereich zwischen 3168 und 10560 MHz, welches in 14 Bänder mit einer Bandbreite von 528 MHz eingeteilt ist. Diese Bänder werden zu 5 Bandgruppen zusammengefasst. Die Bandgruppen 1 bis 4 sind dabei 3 Bänder breit (Bandgruppe 1: Band 1+2+3 = 3168-4752 MHz ... Bandgruppe 4: Band 10+11+12 = 7920–9504 MHz), die Bandgruppe 5 ist nur 2 Bänder breit (Bandgruppe 5: Band 13+14 = 9504-10560 MHz).
Die ersten Geräte werden für die Bandgruppe 1 erwartet, wobei dieser Frequenzbereich momentan noch nicht weltweit für diese Technologie freigegeben ist. In der EU wird jedoch gemäß Entscheidung der Europäischen Kommission für diese Technologie ab 2010 nur der Frequenzbereich 6000 bis 8500 MHz freigegeben, das entspricht der Bandgruppe 3 (Band 7+8+9 = 6336-7920 MHz). In Deutschland geschah dies bereits am 16. Januar 2008.
Auf der CeBIT 2008 wurden von einigen Herstellern erste WUSB-Geräte vorgestellt.
In einer neuen Revision wird es eine Bandgruppe 6 (Band 9+10+11 = 7392...8976 MHz) geben, die im Bereich der Bandgruppen 3 und 4 liegt. Diese Bänder sind weltweit ohne Einschränkungen verfügbar. Mobile Telephone werden wahrscheinlich die Bandgruppe 3 oder 6 verwenden, da in der Bandgruppe 1 gegenseitige Störungen mit UMTS/GSM/BT entstehen. Damit wären diese Geräte inkompatibel mit den ersten ausgelieferten Geräten, die nur die Bandgruppe 1 unterstützen.

## Rollen
In CWUSB gibt es, wie in USB auch, einen Host, der bis zu 127 Endgeräte bedienen kann.
Der Host bestimmt dabei zu jedem Zeitpunkt, wann ein einzelnes Endgerät etwas senden darf. Der Host nutzt dabei die Funktionen, die ein Gerät zur Verfügung stellt, zum Beispiel stellt ein Massenspeicher-Endgerät (MSC) dem Host Funktionen zum lesenden und schreibenden Zugriff auf einen Speicher zur Verfügung.
Ein CWUSB-Gerät kann ein einfaches Gerät, ein Host oder aber ein sogenanntes Dual Role Device sein. Ein Dual Role Device kann sowohl die Rolle eines Hosts als auch die eines Gerätes annehmen.

## Topologie
Die Verbindung zwischen Host und Endgerät ist eine Punkt-zu-Punkt-Verbindung. Ein Netzwerk aus einem Host und den verbundenen Endgeräten nennt man Cluster.
Endgeräte können nur Daten mit dem Host austauschen, nicht jedoch direkt mit anderen Endgeräten im Cluster.

## Sicherheit
Vor dem ersten Verbinden eines Endgerätes mit einem Host muss die Verbindung erlaubt und autorisiert werden. Dazu gibt es zwei Verfahren:
- Bei der Assoziation mit Benutzerkontrolle wird mittels eines Vier-Wege-Handshakes ein gemeinsamer Schlüssel vereinbart, ohne ihn selbst über das Medium zu senden. Dazu sendet der Host eine Zufallszahl H an das Endgerät, dieses antwortet mit einer Zufallszahl D. Nun wird ein gemeinsamer Schlüssel mit Hilfe einer CBC-MAC-Einwegfunktion aus H, D und den Endgeräte-Adressen berechnet. 
 Da dieses Verfahren anfällig für den Man-in-the-middle-Angriff ist, muss der Benutzer auf der Host-Anzeige und der Endgeräte-Anzeige überprüfen, ob die dargestellten Zahlen die gleichen sind. Wenn dies der Fall ist und der Benutzer dies bestätigt, gilt die Verbindung als sicher und kann benutzt werden.
- Bei der Out-Of-Band-Assoziation wird mittels einer kabelgebundenen USB-Verbindung die drahtlose Verbindung autorisiert, indem einige Daten übertragen werden (Encryption Key, Device Identifier, Host Identifier, Friendly Names, unterstützte UWB-Bänder usw.). Beim CWUSB-Verbindungsaufbau sind dann keine weiteren Eingaben mehr nötig. Alternativ kann der Schlüssel auch am Endgerät angezeigt oder aufgedruckt werden und durch den Benutzer am Host eingegeben werden.

Die Authentifizierung ist nur einmal notwendig. Beim Erstellen einer Verbindung werden die Daten immer verschlüsselt (AES-128-CCM-Verschlüsselung), wenn der Host dem USB-Endgerät eine Adresse zugewiesen hat.

## Migration von USB-Geräten nach CWUSB
Normale USB-Geräte können einfach auf die CWUSB-Technologie portiert werden, indem USB-Endgeräte an einen Device Wire Adapter (DWA) und ein USB-Host an ein Host Wire Adapter (HWA) angeschlossen werden. Das USB-Endgerät erkennt das DWA als einen USB-Host und der Host sieht das HWA als ein Endgerät. Ein oder mehrere DWAs sind dabei zu einem HWA über CWUSB drahtlos verbunden. Wired Adapter (WA) dienen somit als Brücke zwischen der wireless- und wired-Technologie.